# 社會民主主義
社會民主主義（英語：Social democracy）是一種社會主義思想，支持通過在自由民主體制和資本主義經濟體系下，通過經濟干預和社會干預的手段促進社會正義的意識形態。社會民主主義支持代議制和參與民主制。社會民主主義主張实行收入再分配，通過調控手段使經濟發展符合大眾共同利益。建設福利國家亦是社會民主主義的目標之一。社會民主主義希望使资本主义社會能更加民主、公正和團結。20世紀後半叶，西歐和北歐國家，尤其是實行北歐模式的北歐國家，都深受社會民主主義的影響。
社會民主主義起源於一種溫和的社会主义意識形態。後者主張在已有政治框架下，通過和平的方式對資本主義進行改良，實現從資本主義到社會主義的和平過渡，而非如革命社會主義那樣通過暴力革命實現。二戰結束後，西歐的社會民主主義黨派均表示不接受當時蘇聯斯大林主義的政治經濟體制。一些黨派稱目標是採用與蘇聯不同的方法過渡到社會主義，而另一些黨派則表示他們的目標是建立一个資本主義和社會主義的混合體系。在這一時期，社會民主主義黨派執政時通常會採用混合經濟體制，在經濟主體爲私有制的前提下，將部分產業置於國家的控制下。這種經濟體制與凱恩斯主義的主張有類似之处。在21世紀，社會民主主義政黨主張通过國家干預和建設福利國家的主張。這樣的經濟體制已和社會主義經濟體制有本質上的不同。社會民主主義政黨已經接受要素市場、私有制與雇傭勞動，拋棄了社會主義改變資本主義體制的目標。
今日，社會民主主義主要的議題包括消除社會不平等、貧困，以及特權階級對他人的壓迫。同時，社會民主主義者還主張建立面向全民的公共服務體系，比如老人照護、兒童保育、義務教育、全民医保、勞工保障等體系。社會民主主義亦與工人運動和工會有着緊密聯繫。社會民主主義者支持工人的談判權，希望能將政治上的民主決策權延伸到經濟中，促進僱工与其他經濟利益相關者的共同決策。

## 社會民主主義政黨
許多民主國家都有支持社會民主主義的政黨，如：英國工黨、爱尔兰工党、马来西亚民主行动党、荷蘭工黨、法國社會黨、德國社會民主黨，意大利民主黨、加拿大新民主黨、澳大利亚工党、紐西蘭工黨、瑞典社会民主工人党、韓國正義黨、社會民主黨 (臺灣)、芬蘭社會民主黨、丹麥社會民主黨和挪威工党等政党。这些政黨一直以來以民主的方式不间斷的參與選舉，致力於建设一个更加相对公平、正义、平等的社会和推行福利政策。大多數歐洲的社會民主主義政黨都是欧洲社会党的成員。
20世紀後期，大多数社會民主主義者不再認為資本主義式的市場經濟與他們的目標有衝突。一方面，从严格意义上讲社會民主主義并不是社會主義的一種形式；但另一方面，在社会党国际的《法兰克福宣言》里明确言明其为社会主义，它的宣言守则也言明这点，大多數社會民主主義者接受了中間派的第三條道路，支持解除政府對經濟的管制，並且強調以機會均等作為社會正義的基準點。現代社會民主主義也包括了女权主義、反對種族歧視，反对歧視LGBT族群、支持多元文化政策等观点。現代社會民主主義能否被稱為社會主義仍然有極大爭议，但許多社會民主主義者已經不再自認为是社會主義者了。
大多數社會民主主義政黨也是社會黨國際的成員，即第二國際的繼承者。

## 「民主社會主義」與「社會民主主義」
民主社会主义与社會民主主義存在一定区别。前者尋求建立一個實行社會主義經濟的社會；而后者則是将资本主义和社会主义进行了融合。許多自稱「社會民主主義」的政黨都與那些民主社會主義政黨劃清了界線，自然的兩者仍有一些重疊的特色，一些民主社會主義者所公開承認與社會民主主義仍有相同的部分，和那些為了使他們更符合社會主義而產生的差異。
在一般情況下，社會民主主義的立場是處于資本主義與社會主義的中間，而民主社會主義則擁護完全的社會主義，並且希望藉著民主手段廢除資本主義。
一般而言，對於民主社會主義與社會民主主義的差異有兩種看法：第一種看法認為民主社會主義不过是更左翼的社會民主主義，而非另一種分支，因為許多社會民主主義者仍然承認他們繼承馬克思主義，而且社會民主主義者討論政治時的用詞也和正統的馬克思主義者沒有差異。第二種看法則認為尽管民主社會主義與社會民主主義都有同樣的主張（將資本主義人性化），但對於民主社會主義而言这些主张只是一個在邁向全然的社會主義社會之前所的经历的過程而已，而社會民主主義則则已經拋棄了其建立全然社會主義社會的目标，同時偏向了中立派的立場，因而他們已經沒有理由再自稱為社會主義了。

## 歷史
許多政黨在19世紀的下半葉開始自稱為社會民主主義，例如英國的社會民主聯盟，和俄國的俄國社會民主工黨。這些很多都是革命路線的社會主義或馬克思主義團體，他們不只希望推行社會主義，也希望在不民主的國家裡推行民主。
現代的社會民主主義在20世紀初產生了分裂，對於卡尔·马克思的學說有兩種不同的看法。當時許多有關的運動，包括和平主义、無政府主義和工團主義都在同時期誕生（通常是從社會主義裡衍生出來的，不過也有獨立產生的學說），而当时第二国际内的无政府主义者和拉萨尔主义者等對馬克思主義不抱好感。社會民主主義則由於大多數支持者也為社會主義者，而沒有排斥馬克思主義（而且還主張擁護之），不過他們還是經由幾種手段對馬克思主義予以“改良”，並且緩和他們對於資本主義的批評，他們主張社會主義應該經由“改革”而非“革命”來達成。但這些觀點被主張革命路線的社會主義者強烈反對，並主張任何試圖改革資本主義的舉動都注定會失敗，因為改革者將會逐漸腐化，最後自己也變成了資本主義。

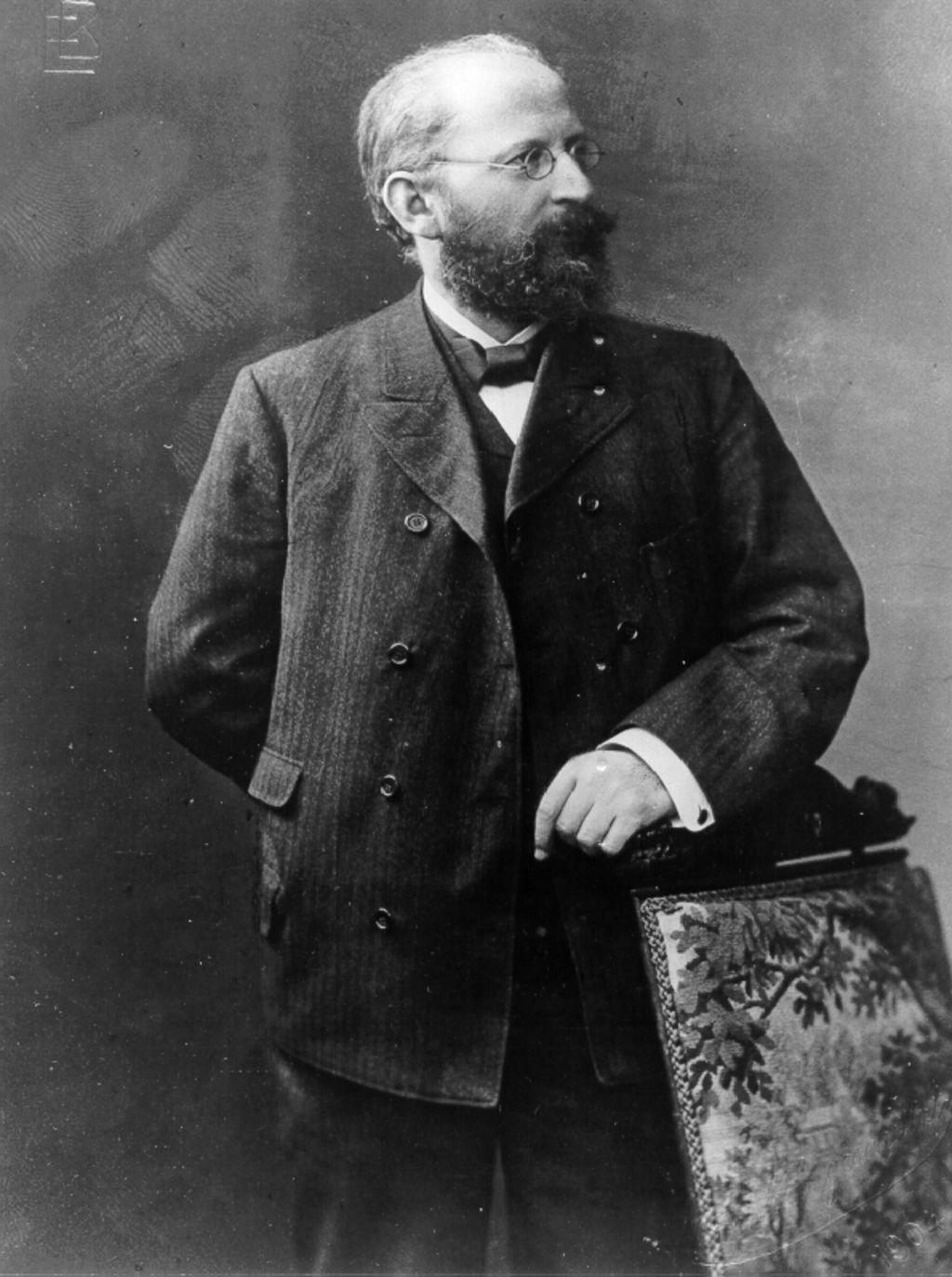
愛德華·伯恩施坦，德國社會民主主義理論家和政治家（1895）

儘管理論上的差異，改革路線和革命路線的社會主義者仍然維持統一直到第一次世界大戰爆發，戰爭成了他們徹底決裂的導火線。改革路線的社會主義者各自支持他們自己的國家進行戰爭，而革命路線的社會主義者則認為這是對勞動階級的徹底背叛（因為通常被派去前線送死的士兵都來自社會底層，這樣一來他們就背叛了「全世界的勞工應該聯合起來推翻資本主義」的原則）。社會主義政黨裡都爆發了激烈爭論，例如在德国社会民主党裡改革路線的爱德华·伯恩施坦與革命路線的罗莎·卢森堡之間發生的爭論。在1917年俄國革命後，世界上大多數的社會主義政黨都分裂了。改革路線的社會主義者保持「社會民主主義」的稱呼，而革命路線的社會主義者則開始自稱為「共產主義」，並且很快開始了現代的「共產主義」運動。（參見第三国际）自從1920年代開始，社會民主主義與共產主義間在學說上的差異便不斷擴大。
在社會民主主義與共產主義分裂之後，社會民主主義內部又發生了一次分裂。一些人仍然認為必須廢止資本主義（不透過革命手段，而透過民主議會的手段），而其他人則認為資本主義可以被保留，只需要做出一些調整和改進，例如將主要產業國有化、達成一些社會政策（例如公共教育、普遍的全民保健系統等等）以及（部分）經由福利國家政策和累進稅率重新分配財富。到了後來，絕大多數的社會民主主義政黨都採取了後者的立場，並且在二戰後，都拋棄了要廢止資本主義的理念。例如在1959年，德国社会民主党便採納了哥德斯堡纲领，拋棄了階級鬥爭和部分马克思主义的概念。

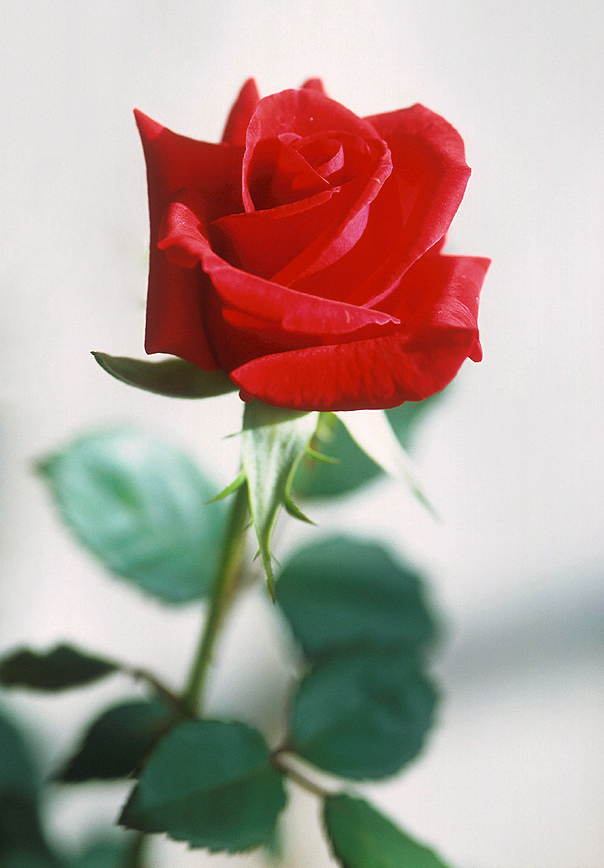
二戰後，紅玫瑰常被作為社會民主主義政黨的象徵。

自從1980年代後期以來，冷戰結束後，大多數的中間偏左社會民主主義政黨都採納了第三種道路。現代的社會民主主義政黨通常主張混合經濟，以資本主義為主體，但由政府提供一些社會保障服務。許多社會民主主義政黨不再強調他們長久以來主張通過經濟干預而實現社會正義，改而關心人權和環保議題。也因為如此，他們面對世界各地更進步的綠黨越來越大的挑戰，綠黨視環保和社會平等為和平的基礎，並且強調改革貨幣供應量和安全貿易以確保生態的健全。
在瑞典，綠黨、社會民主黨組成了紅綠聯盟，而中間偏右的自由保守主義政黨溫和黨則與中間派的自由主義政黨自由黨和中間黨結盟。法國、德國、芬蘭、丹麥、冰島、挪威也出現了類似的現象。
一些社會民主主義所推廣的政策在當地國家長久的實施，並在一定意義上也被其他主流的政黨所支持，這樣的政策包括了累進稅和由政府所出資的保健系統，或推行免費的大學教育等等。其他的政策有時候則會被否決，有時甚至是由社會民主主義政黨執政的政府所推翻的。同時社會民主主義政黨也拋棄了國有化的概念，反而部份的、甚至是徹底的民營化各種產業。這些改變可以從澳大利亞的鲍勃·霍克和保羅·基廷政府（1983－1996）、英國的托尼·布莱尔和戈登·布朗政府（1997－2010）、德國的格哈特·施罗德政府（1998－2005）、瑞典的戈兰·佩尔松政府（1996－2006）等人看出。
一般而言，這些政策的逆轉往往是由政黨的領導者所支持的，但基層的黨員和支持者大多都不支持這些政策。許多人甚至宣稱社會民主主義政黨的領導階層已經腐化了，因為他們在實際上已經拋棄了社會民主主義的理念。而這些被指稱腐化的社會主義者則反擊，他們的新政策只是為了使社會民主主義更適用於現代的世界。
當討論起社會民主主義近年來的改變時，或許必須記得一件事，通常被人們稱為'傳統的'社會民主主義現在則被認為只有在適當的國際氣候下-也就是在戰後所舉行的布列敦森林協定所規定的固定匯率制度下才有可能實現，而當這個制度瓦解之後，便不可能再重建之了。因為美國政府未遵守承諾，發行大量美元讓美元長期逐漸貶值，使經濟生產力的提升被抵銷，人們得賺更多錢才能應付日常開銷。
一些社會民主主義政黨是自由貿易的支持者，因為認知到限制國際間的貿易可能造成價格的提升和收入的減少，而傷害了貧窮人口，反而右傾的自由主義和保守主義政黨則反對自由貿易及支持保護主義的商業管制。例如英國工黨在1924年的首次執政，便是因為他們的對手英國保守黨主張貿易保護主義而在1923年的選舉中失利。

## 現代社會民主主義政黨的普遍主張
通常，現代的社會民主主義者支持：
- 經由一套管理體制管理民營企業以確保勞工、消費者和中小企業的利益。
- 社會市場經濟超越自由市场，或者，在某些情況和範圍下，進行計畫經濟。
- 擁護公平貿易超越自由貿易。
- 廣泛的社會福利體制（雖然大多沒有民主社会主义和其他社會主義團體所主張的廣泛程度），尤其要緩和貧窮人口，並且為人民投保以避免人民受疾病或失業的影響而失去收入。
- 由政府持有或者由政府補助，為國民提供教育、醫療系統、孩童照顧等等的服務。
- 從中等至偏高比率的稅率，以支援政府的支出，並實施累進稅制度。
- 一套規範產業的制度（法定的最低工資，確保工作環境，保護勞工免受資方隨意的解雇，支持集體談判權）。
- 環境保護的法規（但沒有綠黨主張的那樣廣泛，反對對企業實施過多管制）。
- 支持移民和多元文化政策。
- 現世主義和開放社會政策，雖然在這方面程度不盡相同，但皆支持LGBT權利、性別平等和女性自主生育權，部分容許供消遣用的藥物如大麻等，但或會因為政治上的考量而反對。
- 支持具國際主義色彩的外交政策，以保護及推廣人權，並支持有效的多邊主義及國際合作。

## 對社會民主主義的批評
大多數對社會民主主義的批評來自偏右翼的自由主義者。偏右的自由主義者通常主張社會民主主義的自由主義限制個人權利，尤其是在經濟上的自由，個人選擇的自由往往被巨大的制度所蓋過，也就是那些國營的學校、醫療系統、孩童照顧和其他服務。尤其是社會民主主義的政策只會讓社會趨於平庸，而資本主義國家則鼓勵人們競爭邁向成功。社會民主主義者則通常反駁，藉著提高絕大多數人的生活水平並且消除極端貧窮的威脅，個人的權利反而得以提升。另一種從左翼裡發出的反駁更宣稱藉著限制一些經濟的權利，對小型企業而言能讓市場更為公平和自由，也因此能提升更多人的自由和財富，也因此沒有人會變的太有錢。而許多經濟上的權利也能消除白領階層犯罪。這些是一部分社會民主主義者的反駁。
經濟保守主義和古典自由主义者則主張社會民主主義的政策妨害了市場機制，鼓勵大量的預算赤字和限制企業自由將會傷害經濟的發展。對此社會民主主義者則會反駁近年來右翼的保守派政府同樣製造了大量的預算赤字，尤其是美國在雷根和布希的任期時、以及英國在柴契爾的任期時的預算赤字。古典自由主義者並且批評道，社會民主主義對於資本主義的批評往往是針對由國家所控制的社團主義體制，那其實是偏向法西斯主義而不是真正的自由市场經濟。
现代自由主义者則批評社會民主主義為了其理想的目標，而限制了個人在政治和法律上的權利。舉例而言，英國於2004年5月發生的未經審判便關押恐怖份子嫌疑犯的事件中，主張人應有權利接受公平審判的英國自由民主黨大力批評執政的工黨政府，而工黨政府則辯護他們是為了社會安全才壓縮了人權。不過這個例子是假設英國工黨仍然奉行著社會民主主義，但實際上，工黨及自民黨早已脫離了社會民主主義的範疇。而且類似的反恐怖份子法條也曾於2006年在澳大利亞由澳大利亞自由黨所推行。
社會民主主義也受到大量來自左派的批評，民主社會主義和革命路線的社會主義者批評社會民主主義太過依賴資本主義系統，使得他們變的與现代自由主义沒有兩樣。許多社會民主主義者明確的放棄了「社會主義」的稱呼以及建立社會主義社會的目標，並且願意與資本主義體制合作而不是去推翻之。因此許多左翼人士批評現代的中間偏左社會民主主義政黨背叛了他們的原則，逐漸腐化並和生意人的遊說團及其他利益集團同流合污。左派人士指出許多社會民主主義的代表性人物，例如英國的托尼·布莱尔及戈登·布朗政府（1997－2010）、瑞典的戈兰·佩尔松（1996－2006）和德國的格哈特·施罗德（1998－2005），他們雖稱走第三條道路的路線，惟政策皆加入新自由主義的元素，例如向大企業施行減稅、減少社會福利、進行私有化、減少產業上的規定，並導致福利國家政策大幅倒退。

## 种类
- 费边主义
- 可能主义
- 米勒兰主义
- 饶勒斯主义
- 考茨基主义
- 伯恩施坦主义
- 经济主义
- 孟什维克主义
- 取消主义
- 山川主义
- 麦克唐纳主义（盎格鲁-撒克逊主义）
- 贝文主义
- 盖茨克尔主义
- 北欧模式
  - 职能社会主义
  - 基金社会主义
- 精神社会主义
- 解放主义
  - 菲格雷斯主义
  - 蒙赫-阿拉亚主义
  - 阿里亚斯主义
  - 阿尔瓦雷斯主义
- 通往社会主义的民主道路
- 日本型社会民主主义
- 新加坡社会主义
- 桑戈尔主义
- 福利社会主义
- 阿连德主义
- 埃杰维特主义
- 可能的社会主义
- 克拉克西主义
- 人道的民主的社会主义
- 第三条道路
  - 布莱尔主义
  - 布朗主义
  - 斯塔默主义
- 梅朗雄主义
- 科尔宾主义
- 桑德斯主义
- 21世纪社会主义
  - 查韦斯主义（玻利瓦尔主义）
  - 卢拉主义
  - 基什内尔主义
  - 社群社会主义
  - 美好生活社会主义

## 著名社會民主主義者
- 張東蓀，中國民主社會黨創始人之一
- 愛德華·伯恩斯坦，德國政治家
- 西德尼·韦伯，著名费边主义者
- 卡尔·考茨基 ，德国政治理论家
- 理查德·道金斯 ，英国生态学家、进化生物学家和作家
- 拉姆齊·麥克唐納，英国首相
- 托尼·布莱尔，英国首相
- 弗里德里希·艾伯特，德国总统
- 莱昂·布鲁姆，法国总理
- 佩爾·阿爾賓·漢森，瑞典首相
- 迈克尔·约瑟夫·萨瓦奇，新西兰总理
- 杰克·林顿，加拿大反對黨领袖
- 戈登·布朗，英國首相
- 鲍勃·霍克，澳大利亞總理
- 格哈特·施罗德，德國總理
- 延斯·斯托尔滕贝格，挪威首相
- 维利·勃兰特，德国总理
- 查尔斯·肯尼迪  ，英國反對黨领袖